# Semión Sajnov
Semión Pavlovich Sajnov (en ruso: Семён Павлович Сахнов; Samoilovka, Imperio ruso, 3 de febrerojul./ 15 de febrero de 1900greg. – Moscú, Unión Soviética, 8 de marzo de 1950) fue un oficial militar (mayor general) del Ejército Rojo que comandó la 56.º División de Fusileros en las primeras etapas de la invasión alemana de la Unión Soviética (Operación Barbarroja).
Después de luchar como soldado ordinario en la guerra civil rusa, se graduó en una escuela de formación de oficiales y sirvió allí durante la década de 1920 antes de ascender al mando de la 56.º División de Fusileros a finales de la década de 1930. Estaba al mando de la división en Bielorrusia cuando se lanzó la operación Barbarroja. Estacionado cerca de la frontera, su unidad fue destruida en los primeros días de la guerra. Después de más de dos meses tras las líneas alemanas, Sajnov llegó a las líneas soviéticas con un pequeño grupo de oficiales y soldados, pero fue expulsado del Partido Comunista por enterrar sus documentos cuando estaba rodeado por unidades alemanas. Como resultado nunca más volvió a ocupar un puesto de mando de combate y pasó el resto de la guerra al mando de una unidad de entrenamiento.

## Biografía

### Infancia y juventud
Semión Sajnov nació el 15 de febrero de 1900 en el seno de una familia de campesinos ucranianos, en la localidad de Samoilovka —en esa época situada en la gobernación de Sarátov en el Imperio ruso, actualmente ubicado en el óblast de Sarátov en Rusia—. Se graduó de la escuela primaria del pueblo. El 20 de julio de 1919, durante la guerra civil rusa, fue reclutado en el Ejército Rojo, luego fue enviado a servir en un batallón de caballería de la 23.ª División de Fusileros en el Frente Sur. Con esta unidad, luchó en la supresión de las  revueltas en la retaguardia del 9.º Ejército y en batallas contra las Fuerzas Armadas del Sur de Rusia en el avance sobre Novocherkask, sobre el río Mánych y en Yekaterinodar.
En febrero de 1920, fue transferido al 99.º Destacamento de Ferrocarriles en Balashov y más tarde ese mismo año se convirtió en cadete de los 34.º Cursos de Comandantes de Ametralladoras en Sarátov, que se convirtieron en la Escuela de Infantería de Sarátov en mayo de 1921. Con un destacamento de cadetes de la escuela, luchó en la represión de las revueltas campesinas en la gobernación de Sarátov.

### Periodo de entreguerras
Después de graduarse de la escuela de cadetes en septiembre de 1922, permaneció allí como comandante de pelotón. Desde octubre de 1927 fue comandante de clase y luego se convirtió en asistente del comandante de compañía en la escuela. Después de completar los Cursos Blindados de Leningrado para la Mejora del Cuadro de Comando en 1931, se convirtió en comandante de una compañía en la escuela de tanques reorganizada de la Escuela de Infantería de Sarátov, en abril de 1931.
En febrero de 1932, fue trasferido al 245.º Regimiento de Fusileros de la 82.ª División de Fusileros en Sverdlovsk, al este de los Urales, donde sirvió como comandante de batallón y asistente del comandante del regimiento. En noviembre de 1937, se convirtió en comandante del regimiento antes de ser enviado al curso Vystrel para entrenamiento avanzado. En agosto de 1938, completó el curso, con el rango de coronel y en octubre fue nombrado comandante de la 71.º División de Fusileros en Kémerovo. La división se disolvió para formar una escuela de cadetes para oficiales y cursos de formación para comandantes en unos pocos meses, y en enero de 1940 Sajnov se convirtió en comandante de la 23.ª Brigada de Fusileros de Reserva, una unidad de formación estacionada en el distrito.
Se convirtió en mayor general el 4 de junio de ese mismo año cuando el Ejército Rojo introdujo los rangos de oficial general. En marzo de 1941, fue asignado al mando de la 201.ª División de Fusileros en Tiumén, aunque permaneció poco tiempo en este puesto, ya que el 12 de junio, fue enviado rápidamente al Distrito Militar Especial Oeste en Bielorrusia, donde asumió el mando de la 56.ª División de Fusileros, parte del 4.º Cuerpo de Fusileros del 3.er Ejército.

### Segunda Guerra Mundial

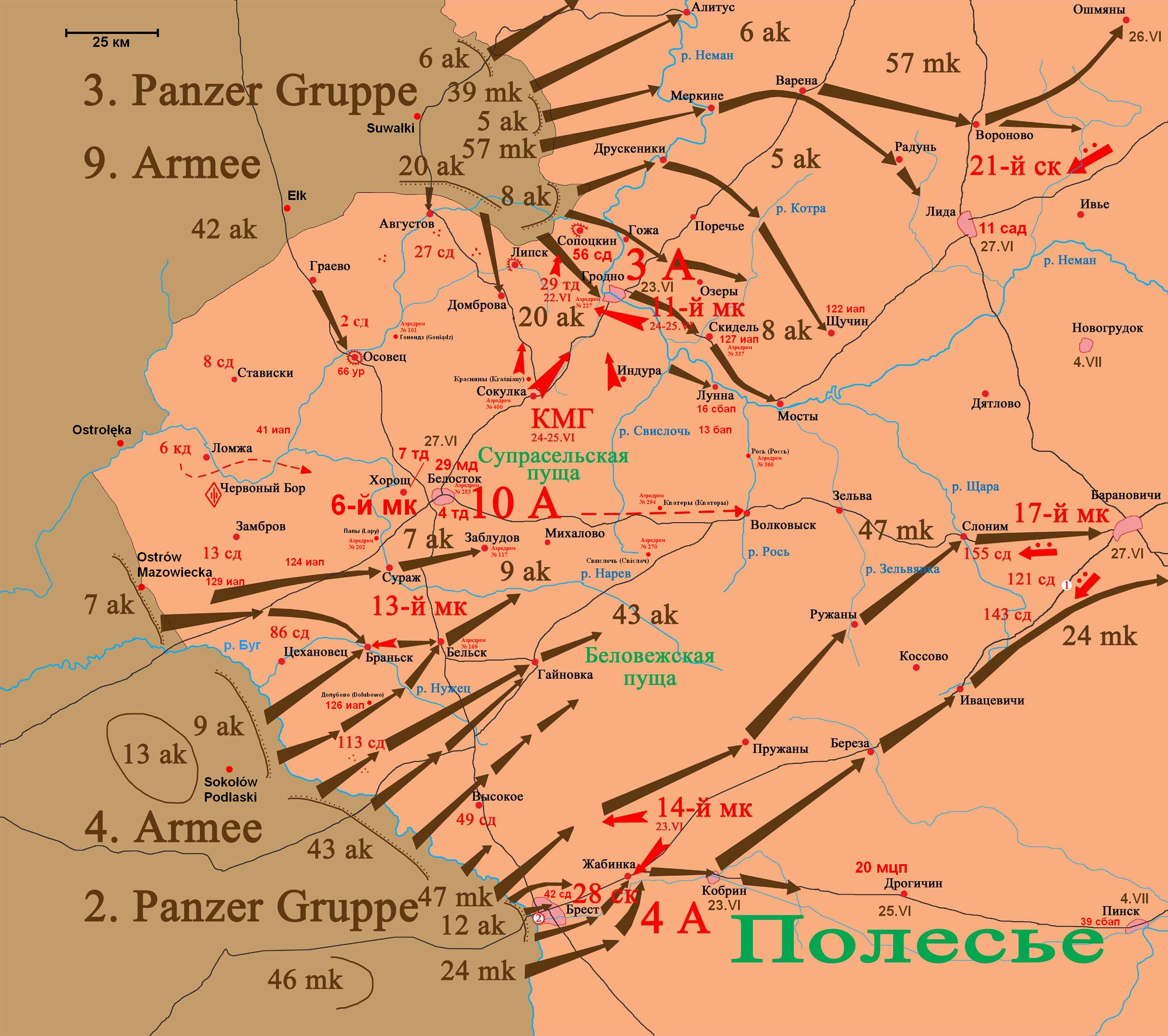
La batalla de Białystok-Minsk entre el 22 y el 25 de junio de 1941.

Cuando comenzó la operación Barbarroja el 22 de junio, la 56.ª División de Fusileros fue atacada por tres divisiones del VIII Cuerpo de Ejército alemán en lo que se conoció como la batalla de Białystok-Minsk. Repartidos en un área de 50 kilómetros en campamentos cerca de Grodno en territorio polaco recién anexionado por la Unión Soviética, cerca de la frontera de la Polonia ocupada por los alemanes, la división sufrió grandes pérdidas y a las 10:00h sus restos se vieron obligados a retirándose hacia el este y sureste, aunque un regimiento estaba rodeado mientras trataba de defender el Canal de Augustów. Las comunicaciones de Sajnov con sus unidades se basaron en líneas telefónicas, que pronto se cortaron, lo que le impidió controlar sus fuerzas. Los tanques alemanes irrumpieron en su puesto de mando a las 09:00h y comenzó a evacuar hacia la retaguardia. En el caos, el cuartel general se dispersó y, a las 14:00h, Sajnov, con el pelotón de guardia, el comisario político de la división y el jefe de artillería, y otros oficiales del cuartel general, se dirigieron hacia el este, en lo profundo de la retaguardia alemana. Para cruzar el Nieman, el grupo se dividió y Sajnov, con otros cinco oficiales y seis soldados, cruzaron en Grandichi, ocho kilómetros al norte de Grodno durante la noche del 22 al 23 de junio. Se dirigió al área de Ozyory al día siguiente, llevando su grupo de apenas 25 personas reuniendo tropas en su retirada.

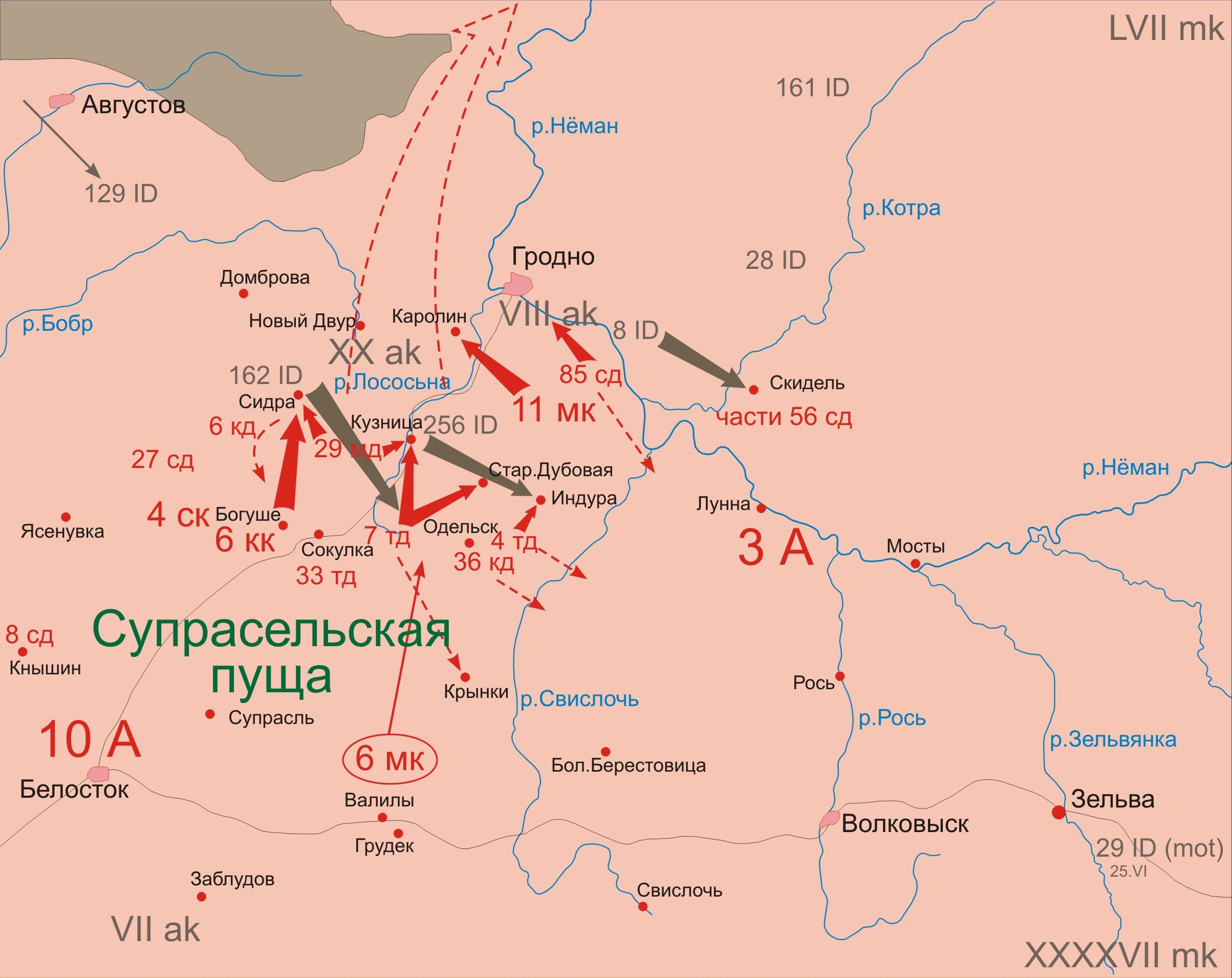
La lucha alrededor de Grodno, entre el 24 y el 25 de junio de 1941

Sajnov condujo a su grupo al área de Ozyory el 24 de junio, después de haber escuchado de otro oficial que las tropas soviéticas aún estaban resistiendo en Skidel. Llegaron allí por la tarde y descubrieron que el jefe del departamento operativo del Estado Mayor de la vecina 85.ª División de Fusileros había organizado una defensa a partir de los restos de los 56.º y 85.º regimientos con aproximadamente 350 efectivos. Al final del día, Skidel, estaba rodeado por tanques e infantería alemanes y Sajnov, quien había tomado el mando, retiró las tropas a través del Nieman al área de Most al amparo de la oscuridad. El 25 de junio, él y los oficiales del estado mayor fueron a Shchuchyn en un automóvil del estado mayor para recuperar las unidades de retaguardia de la división allí estacionadas y las trasladaron junto con los restos que pudieran recolectarse al área de Lida esa misma noche. Buscando el cuartel general del 3.° Ejército, supuestamente en Lunno, Sajnov y las unidades de retaguardia de la división se reunieron con el comandante del 184.° Regimiento de Fusileros de la 56.° División con 700 de sus hombres mientras se dirigían a Most y se dirigían a Lunno en la mañana del 27 de junio.
Las defensas alemanas en el área de Most el 27 de junio eran porosas y el 184.º Regimiento logró abrumarlas en la zona de Rozhanka, capturando varios prisioneros alemanes que fueron fusilados, debido a la imposibilidad de llevarlos con ellos en su retirada. Más tarde ese mismo día se infiltraron a través de las líneas alemanas para llegar a la orilla sur del río Nieman en los alrededores de Most, pero en la lucha subsiguiente Sajnov y un grupo de unas cincuenta personas se separaron del regimiento. Después de este enfrentamiento, el grupo de Sajnov se dividió gradualmente en grupos cada vez más pequeños que continuaron moviéndose hacia el este durante los días siguientes. Al tener que rodear los lugares ocupados por los alemanes, Sajnov y otros cuatro oficiales de su unidad y el estado mayor del 3.er Ejército se dirigieron lentamente hacia el noreste a pie. Él y los demás oficiales llegaron a las líneas soviéticas el 6 de septiembre al norte de Andreapol en el sector de la 133.ª División de Fusileros del 22.º Ejército, desarmados y vestidos de civil, sin sus documentos de identidad. Por haber enterrar su tarjeta del partido junto con el resto de sus papeles mientras estaba detrás de las líneas alemanas, fue expulsado del Partido Comunista diez días después, lo que impidió que volviera al frente durante el resto de la guerra.
Después de pasar tres meses bajo la investigación de la NKVD, fue asignado brevemente al curso Vystrel en octubre antes de ser enviado al Distrito Militar de Siberia bajo la dirección del teniente general Stepán Kalinin para trabajar en la formación de nuevas unidades en el distrito. En diciembre fue nombrado comandante de la 23.ª Brigada de Fusileros de Reserva, una unidad de entrenamiento, que se reorganizó como una división con el mismo número en julio de 1944. Pasó el resto de la guerra en Siberia. En este puesto, fue responsable de la formación de nuevas unidades y el envío de batallones de marcha para proporcionar reemplazos para el ejército.

### Posguerra
Después de la guerra, continuó al mando de la división. En octubre de 1945, se convirtió en jefe del departamento de combate y entrenamiento físico del Estado Mayor del Distrito Militar de Siberia Occidental. En junio de 1948, se retiró del ejército y se convirtió en jefe del departamento militar del Instituto Agrícola Bashkir en Ufá.
Murió en Moscú el 8 de marzo de 1950 y fue enterrado en el cementerio Vvedenskoye. Le sobrevivió un hijo, Viacheslav, quien se convirtió en entrenador de baloncesto en la Universidad Estatal Bashkir.

## Promociones
- Kombrig (4 de noviembre de 1939)
- Mayor general (4 de junio de 1940).[15]

## Condecoraciones
A lo largo de su carrera militar Semión Sajnov recibió las siguientes condecoraciones:
|  | Orden de Lenin (21 de febrero de 1945)                                           |
|  | Orden de la Bandera Roja (3 de noviembre de 1944)                                |
|  | Medalla por la Victoria sobre Alemania en la Gran Guerra Patria 1941-1945 (1945) |
|  | Medalla del 20.º Aniversario del Ejército Rojo de Obreros y Campesinos (1938)    |

Estos premios se le otorgaron como recompensa por la duración de su servicio en el Ejército Rojo.